# Ханевский сельсовет
Ханевский сельсовет — упразднённая административно-территориальная единица, существовавшая на территории Московской губернии и Московской области в 1924—1973 годах.
Ханевский сельсовет был образован в 1924 году в составе Яропольскую волость Волоколамского уезда Московской губернии путём выделения из Петровского с/с.
По данным 1926 года в состав сельсовета входил 1 населённый пункт — Ханево, а также 2 посёлка.
В 1929 году Ханевский с/с был отнесён к Волоколамскому району Московского округа Московской области. При этом к нему был присоединён Петровский с/с.
14 июня 1954 года к Ханевскому с/с был присоединён Юркинский с/с.
20 августа 1960 года в Ханевский с/с из упразднённого Львовского с/с были переданы селения Львово, Александровское, Васильевское и Новинки.
26 декабря 1962 года Волоколамский район был переименован в Волоколамский сельский, в состав которого вошёл Ханевский с/с.
21 ноября 1964 года Волоколамский сельский район был переименован в Волоколамский, в состав которого вошёл Ханевский с/с.
2 февраля 1968 года селения Львово, Александровское, Васильевское и Новинки были переданы из Ханевского с/с в Ильино-Ярополецкий с/с, а селение Малое Сырково — в Ярополецкий с/с.
7 августа 1973 года Ханевский с/с был упразднён. При этом его территория была передана в Ярополецкий с/с.